# 尼古劳韦尔盖鲁
尼古劳韦尔盖鲁是巴西南大河州的一个市镇。总面积155.82平方公里，总人口1759人，人口密度11.3人/平方公里。